# Самарская крепость
Самарская крепость, Самарский город, Самарский кремль — несохранившаяся деревянная крепость Самары и историческое ядро города. Была основана в Самарском урочище в 1586 году по указу царя Фёдора Иоанновича на берегу реки Самара вблизи её впадения в Волгу. Была построена под руководством князя Григория Засекина и стрелецких голов «товарища» (заместителя воеводы) Елчанинова и Стрешнева. Её предназначением были защита судоходства на Средней Волге и охрана государственных рубежей от набегов со стороны степи.
В 1586 году Самара уже существовала, о чем свидетельствует «Пискарёвский летописец»:
«Лета 7094 положил опалу царь и великий князь Федор Иоанович на князя Андрея Иоановича Шуйского да на Петра Головина казначея: поделом ли, или нет, то бог весть. И князя Андрея сослал в Самару, и тамо скончался нужно»«Пискарёвский летописец»
Крепость была построена на территории, занимаемой ныне Самарским заводом клапанов, и к югу от неё — то есть в сторону реки Самара. Строилась она с 22 мая по 19 августа н. ст. (9 мая — 6 августа ст. ст.)[уточнить] 1586 года. Первыми жителями стали служилые люди: дети боярские, стрельцы, пушкари и воротники, которые несли сторожевую службу, охраняя новую крепость «отъ воровъ» и от ногайских нападений.
До наших дней крепость не сохранилась, поскольку сгорела в пожарах 1690 и 1703 годов, однако удалось восстановить её точные размеры (периметр 635 м) и расположение. Самарская крепость 1586 года представляла собой укрепление из двух параллельных бревенчатых стен, которые через каждые 6-8 м соединялись врубленными в них под прямым углом поперечными стенками-перерубами. Пространство между стенами (его ширина могла быть разной, достигая 3 м) заполнялось землёй и камнями. Общая толщина такой крепостной стены составляла около 5 м. Высота самарской городской стены из документов неизвестна, но, следуя данным о высоте стены в поволжских городах, можно считать, что она варьировала на разных участках в пределах от 4,5 до 6 м. Самарская крепость имела 8 башен, из которых 4 были проезжими, то есть имели ворота. Крепостные башни — это сооружения с шатровыми крышами, в плане квадратные, четырехугольные или (по углам) многоугольные, с длиной сторон от 4 до 14 м, высотой обычно 8-10 м с единичными башнями высотой около 6 м или наоборот до 15 м. Башня выступала на 2-3 м вовне за пределы стены крепости. Внутри башни оборудовались три яруса («боя»), на каждом из которых размещались пушки. Некоторые башни не имели шатрового перекрытия, но все имели обламы (или обломы) — расширенную и нависающую верхнюю часть, благодаря которой между верхним и нижним ярусом стен образовывалась вертикальная щель для стрельбы сверху по приблизившимся к крепости осаждающим. Расстояние между соседними башнями варьировалось, иногда отличаясь вдвое. Службу на башне нёс караул из одного представителя детей боярских, назначаемого воеводой, и вооруженных стрельцов, посылаемых стрелецким головой (на примере Казани, обычно 4 стрельца на каждую башню).
Вероятно, уже в 1587 году (как минимум, не позже начала 1590-х годов) Самарская крепость (или город, или кремль) с 3х сторон была окружена вторым защитным рубежом — стеной острожного типа (длина 1542 м). Острог (реже, палисад) — это, по сути, высокий забор из вертикально стоящих вплотную друг к другу, заостренных сверху бревен-свай диаметром 25-30 см. Высота острожной стены равнялась 4-4,5 м (по данным Лаишева, Малмыжа и др. крепостей Поволжья). Самарский острог имел 8 башен (вероятно, четырёхстенных), и часть из них также была проезжей. Сочетание крепости и острога типично для русского оборонного градостроения XVI—XVII вв. Они представляют собой взаимосвязанные части единого оборонительного комплекса, общий план сооружения которого, очевидно, существовал уже в 1586 г.
Широко известен первый образ Самары в описании и на гравюре Адама Олеария. Голштинское посольство 1636 года проплывало мимо Самары «еще перед восходом Солнца» и сделало лишь краткую остановку, после чего «распустили паруса и тронулись далее». Русло Волги в тот период отстояло от Самары на 2 версты (=2,1 км). То есть наблюдал город Олеарий издалека и при неблагоприятной освещённости — в предрассветных сумерках или в слепящих лучах восходящего на востоке Солнца. Поэтому особо полагаться на точность передачи Олеарием расположения церквей и других деталей не приходится. Но даже в таких условиях на гравюре правильно отображено количество башен и церквей (кроме совсем дальней от наблюдателя южной части крепости, которая и прорисована хуже всего), реалистично отражён острожный тип стены на волжском берегу, показан излом линии противоположной от Волги восточной городской стены и т. д.
На протяжении XVII века город рос и продолжал укрепляться. К началу 1700 года фортификация Самары включала пять линий деревянных укреплений: крепость (кремль), острог (две линии) и надолобы (также две линии, но ветхие или развалившиеся). После опустошительных пожаров 1700 и 1703 годов в городе была сооружена новая крепость (так называемая «земляная») 1704—1706 годов. Именно её остатки и были обнаружены в ходе археологических раскопок 2013—2014 годов на Хлебной площади.
В 1986 году, в память о четырёхсотлетии города, на углу улиц  Водников и Кутякова были возведены сруб, условно имитирующий одну из башен самарской крепости и фрагмент стены с памятной доской.